# 滋賀県道223号高宮停車場線
滋賀県道223号高宮停車場線（しがけんどう223ごう たかみやていしゃじょうせん）は、滋賀県彦根市を通る一般県道である。

## 概要
近江鉄道本線・近江鉄道多賀線 高宮駅から彦根市高宮町に至る。
この辺りは旧中山道64番目の宿場町、高宮宿に相当する。

### 路線データ
- 起点：彦根市高宮町（近江鉄道本線・近江鉄道多賀線 高宮駅前）
- 終点：彦根市高宮町（高宮町南交差点、国道8号交点）
- 総延長：0.9 km

## 路線状況

### 重複区間
- 旧中山道（彦根市高宮町 - 彦根市高宮町・高宮鳥居前交差点）

## 地理

### 通過する自治体
- 彦根市

### 交差する道路
| 交差する道路          | 交差する場所 | 交差する場所          |
| --------------------- | ------------ | --------------------- |
| 旧中山道 重複区間起点 | 高宮町       |                       |
| 旧中山道 重複区間終点 | 高宮町       | 高宮鳥居前交差点      |
| 国道8号               | 高宮町       | 高宮町南交差点 / 終点 |

### 沿線
- 近江鉄道本線・近江鉄道多賀線 高宮駅
- 高宮郵便局
- 彦根市高宮地域文化センター
- 滋賀銀行 高宮支店
- 高宮神社
- 社会福祉法人慈水会 めぐみ保育園
- 滋賀中央信用金庫 高宮支店